# Dennis Cleveland Stewart
Dennis Cleveland Stewart (Contea di Los Angeles, 29 luglio 1947 – Los Angeles, 20 aprile 1994) è stato un attore e ballerino statunitense.

## Biografia
Formatosi come ballerino, è conosciuto al grande pubblico per essere apparso nel film Grease e nel suo seguito Grease 2 interpretando la parte di "Leo" (nel seguito "Balmudo"), capo degli Scorpions.

Soprannominato Crater face per il suo viso butterato, Dennis Stewart (a volte accreditato nei film come Dennis C. Stewart) oltre al cinema ha recitato anche in svariate serie televisive fino ai primi anni novanta.
Dopo aver contratto l'AIDS nel 1993, è deceduto per arresto cardio-respiratorio dieci mesi dopo.
La salma dell'attore è stata cremata e le ceneri sparse in mare.

## Filmografia

### Cinema
- Grease - Brillantina (Grease), regia di Randal Kleiser (1978)
- Sgt. Pepper's Lonely Hearts Club Band, regia di Michael Schultz (1978)
- Zoot Suit, regia di Luis Valdez (1981)
- Grease 2, regia di Patricia Birch (1982)
- D.C. Cab, regia di Joel Schumacher (1983)
- Indagine ad alto rischio (Cop), regia di James B. Harris (1988)
- Seduzione omicida (Fatal Charm), regia di Fritz Kiersch (1990)

### Televisione
- Chips - serie TV, 1 episodio (1977)
- Wonder Woman - serie TV, 1 episodio (1978)
- Elvis, il re del rock (Elvis), regia di John Carpenter - film TV (1979)
- Ralph supermaxieroe - serie TV, 1 episodio (1983)
- Moonlighting - serie TV, 1 episodio (1985)
- Hunter - serie TV, 1 episodio (1985)
- Misfits of Science - serie TV, 1 episodio (1985)
- A-Team - serie TV, 1 episodio (1986)
- Alfred Hitchcock Presents - serie TV, 1 episodio (1986)
- MacGyver - serie TV, 1 episodio (1986)
- Police Story: Cop Killer, regia di Larry Shaw - film TV (1988)
- Parker Lewis Can't Lose - serie TV, 2 episodi (1991)